# Lednice
Lednice (németül Eisgrub) település Csehországban, Břeclavi járásban. Lednice Hlohovec, Bulhary, Břeclav, Ladná, Podivín, Přítluky, Rakvice és Sedlec településekkel határos. Lakosainak száma 2259 fő (2024. január 1.).

## Fekvése
Lednice Hlohovec, Bulhary, Břeclav, Ladná, Podivín, Přítluky, Rakvice és Sedlec településekkel határos.

## Nevezetességei
A  neoromantikus stílusban épült Lednice-kastély a hozzá tartozó parkkal és pálmaházzal. A kastély és környéke része a Lednice–valticei kultúrtájnak, amelyet 1996-ban felvettek az UNESCO Világörökség-listájára.

## Képgaléria

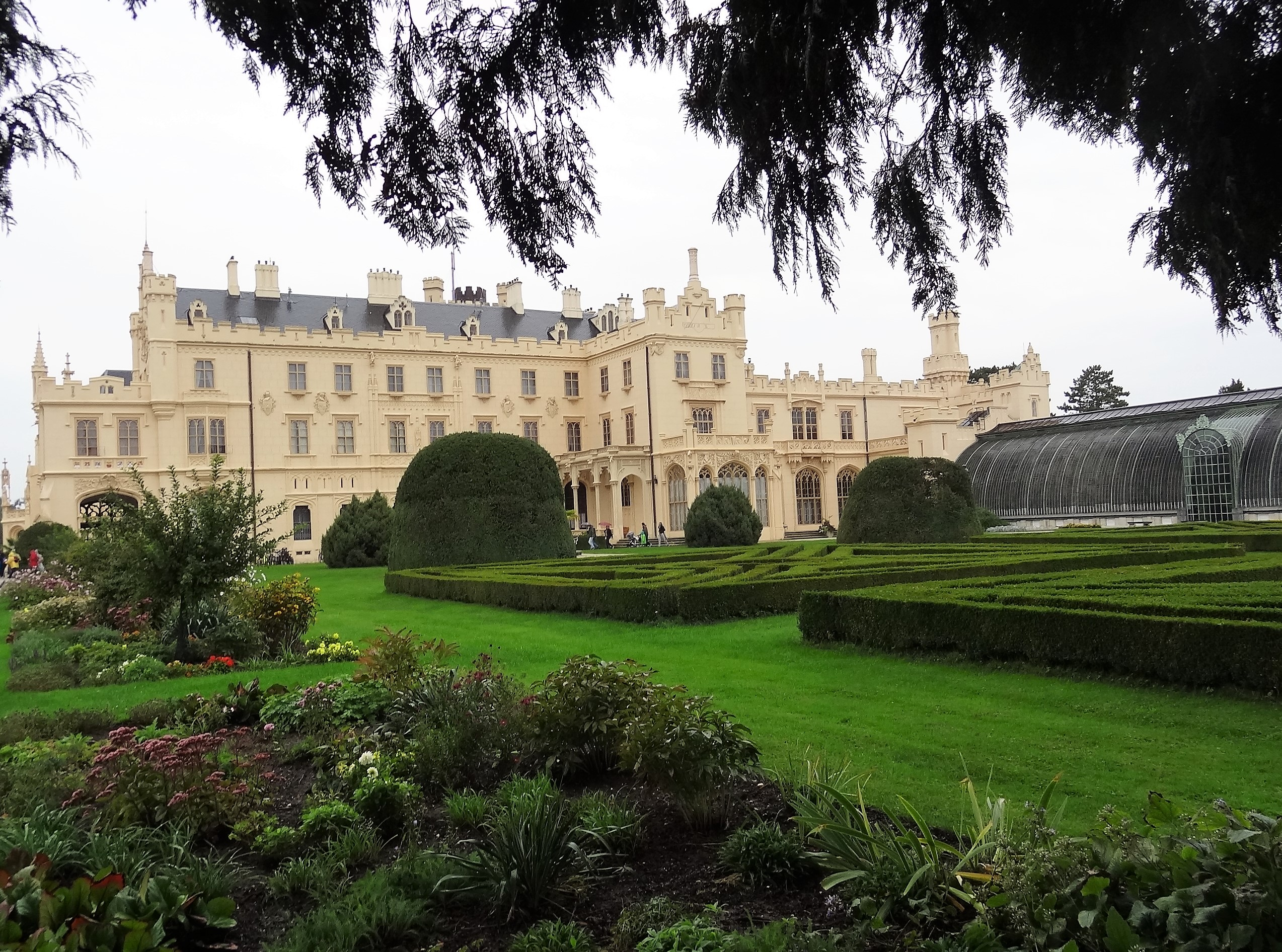
A kastély és a park
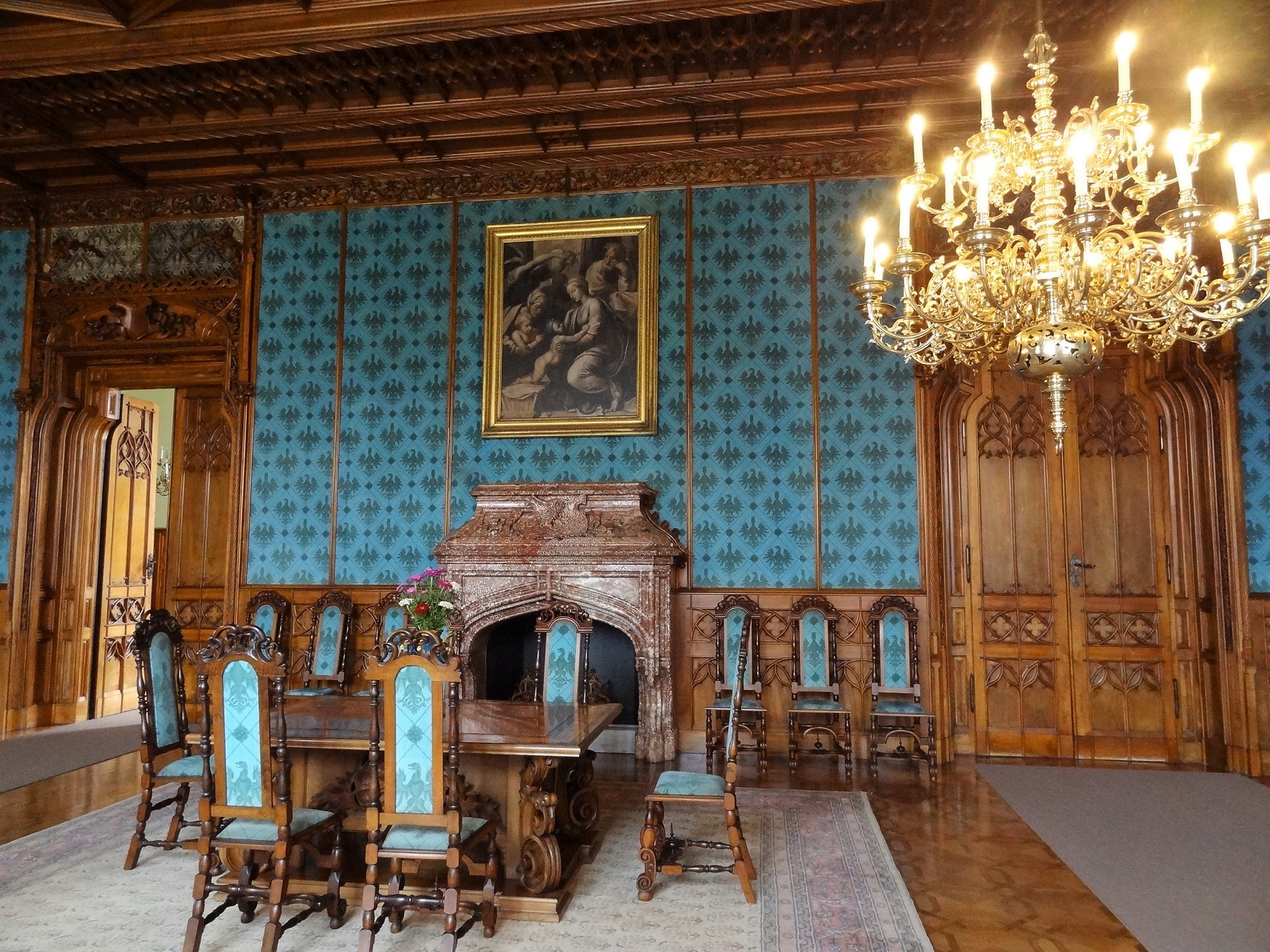
A kastély egyik terme
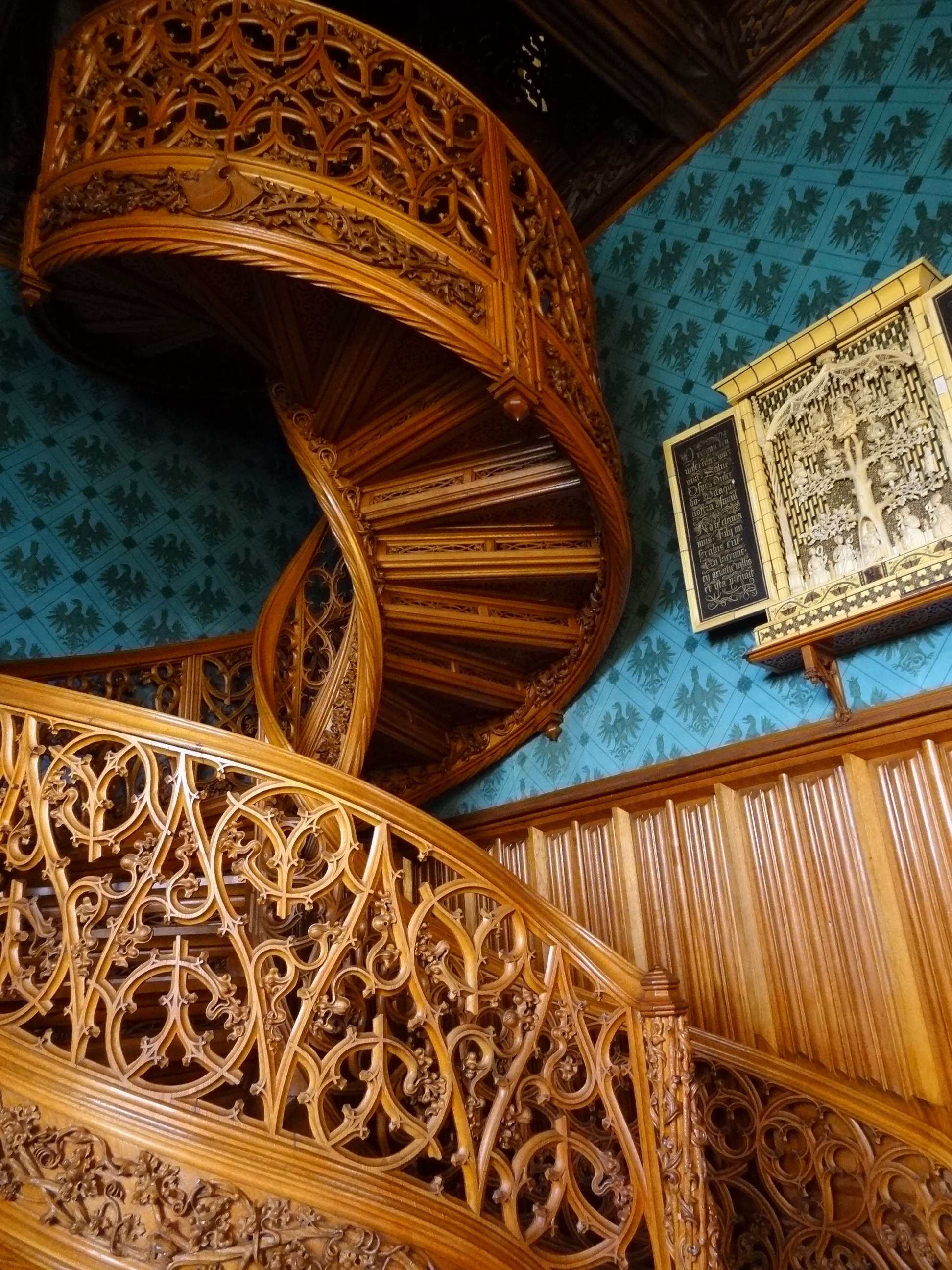
A könyvtár csigalépcsője

## Népesség
A település lakosságának változását az alábbi diagram mutatja:
| Lakosok száma | 2335 | 2561 | 2830 | 1952 | 2291 | 2356 | 2304 | 2299 | 2145 | 2259 |
|               | 1869 | 1890 | 1921 | 1950 | 1980 | 2001 | 2017 | 2019 | 2022 | 2024 |